# Adrian Zaugg
Adrian Zaugg (Singapur; 4 de noviembre de 1986) es un piloto de automovilismo sudafricano nacido en Singapur. Participó en 2007 y 2010 en GP2 Series, logrando un podio.

## Inicios
Participó en campeonatos de karting desde el 2000. Luego de ganar la copa Bridgestone de karting ingresó en 2004 a la Fórmula BMW en el equipo Josef Kaufmann Racing terminando séptimo en el campeonato y ese mismo año fue seleccionado por la compañía austriaca de bebidas energéticas Red Bull para participar en el programa de jóvenes pilotos de esa compañía.
En 2005 participó en la Fórmula Renault 2.0 italiana y Renault 2.0 europea, terminando en el quinto y sexto puesto respectivamente con una victoria y una pole position en el campeonato europeo. Para el año 2006 continuó en el campeonato italiano en el equipo Cram Competition conquistando el vicecampeonato tras lograr 6 victorias. Ese año cambió a la World Series by Renault por el equipo Carlin Motorsport para disputar 3 etapas. También representó al equipo de la República Sudafricana en A1 Grand Prix obteniendo una victoria en Holanda.

## GP2 Series
Para la temporada 2007 de GP2 Series fue contratado por el equipo Arden International para luchar por el título junto con el piloto brasileño Bruno Senna. En la GP2 Asia Series de 2010 es fichado por Trident Racing y con su buena actuación en Baréin consigue ser el segundo piloto de Trident Racing.

## Auto GP
En el 2011 ficha por la escudería Super Nova Racing, aunque sólo disputa la primera cita, logrando un 11.º y 7.º lugar en las dos carreras, incluyendo la vuelta rápida en la segunda.

## Resultados

### GP2 Series
(Clave) (negrita indica pole position) (cursiva indica vuelta rápida puntuable)

| Año  | Escudería           | 1   | 1   | 2   | 2   | 3   | 3   | 4   | 4   | 5   | 5   | 6   | 6   | 7   | 7   | 8   | 8   | 9   | 9   | 10  | 10  | 11  | 11  | Pos. | Puntos | Ref.  |
| ---- | ------------------- | --- | --- | --- | --- | --- | --- | --- | --- | --- | --- | --- | --- | --- | --- | --- | --- | --- | --- | --- | --- | --- | --- | ---- | ------ | ----- |
| 2007 | Arden International | SAK | SAK | BAR | BAR | MON | MON | MAG | MAG | SIL | SIL | NÜR | NÜR | BUD | BUD | EST | EST | MNZ | MNZ | SPA | SPA | VAL | VAL | 18.º | 10     | [ 1 ] |
| 2007 | Arden International | 6   | 17  | Ret | 13  | 9   | 9   | 6   | Ret | 14  | 19  | 7   | Ret | 7   | Ret | Ret | 15† | Ret | Ret | 13  | 19  |     |     | 18.º | 10     | [ 1 ] |
| 2010 | Trident Racing      | BAR | BAR | MON | MON | EST | EST | VAL | VAL | SIL | SIL | HOC | HOC | BUD | BUD | SPA | SPA | MNZ | MNZ | YMC | YMC |     |     | 18.º | 9      | [ 2 ] |
| 2010 | Trident Racing      | 16  | 15  | Ret | 12  | Ret | Ret | 14  | 15  | 15  | 21  | 7   | 3   | 15  | 8   | 15  | 9   | 6   | 7   | Ret | DNS |     |     | 18.º | 9      | [ 2 ] |

### GP2 Asia Series
(Clave) (negrita indica pole position) (cursiva indica vuelta rápida puntuable)

| Año     | Escudería      | 1    | 1    | 2    | 2    | 3    | 3    | 4    | 4    | Pos. | Puntos | Ref.  |
| ------- | -------------- | ---- | ---- | ---- | ---- | ---- | ---- | ---- | ---- | ---- | ------ | ----- |
| 2009-10 | Trident Racing | YMC1 | YMC1 | YMC2 | YMC2 | SAK1 | SAK1 | SAK2 | SAK2 | 19.º | 1      | [ 3 ] |
| 2009-10 | Trident Racing |      |      |      |      | 8    | 19   |      |      | 19.º | 1      | [ 3 ] |